# Гиберния

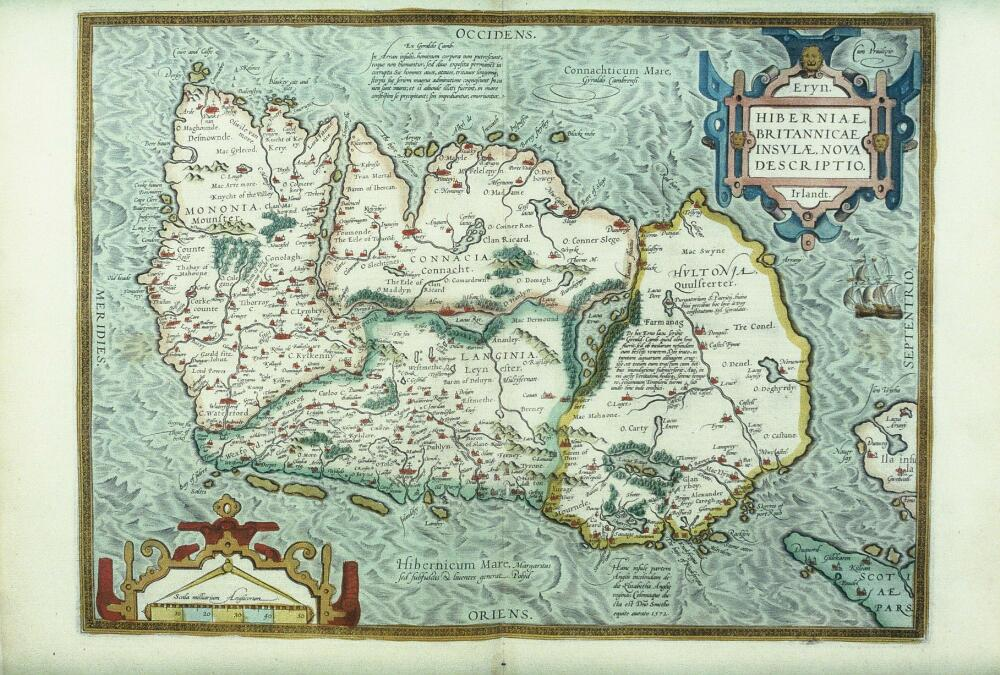
Карта Гибернии XVII в.

Гибе́рния (лат. [(h)ɪˈbɛr.n̪i.a]) — латинское название Ирландии, именно под ним она была известна греческим и римским писателям. Сам термин был взят из древнегреческих географических источников. В ходе исследования северо-западной Европы греческий мореплаватель Пифей именовал остров «Иерне» (Ἰέρνη). В своей книге «География» (ок. 150 г. н. э.) Клавдий Птолемей назвал остров «Юэрния» (Ἰουερνία). Римский историк Тацит в труде «Агрикола» (ок. 98 г. н. э.) использует название Hibernia.
Слово Ἰουερνία (Iouerníā) является греческим переводом Q-кельтского имени Īweriū, от которого в конечном итоге произошли ирландские имена «Эриу» (Ériu) и «Эйре» (Éire). Впоследствии название на латыни было изменено, вероятно, под влиянием слова hībernus, что предположительно означает «земля зимы», хотя слово «зима» начиналось с длинного «i».
Остров был известен римским властям по свидетельствам торговцев, описывавших, по крайней мере, его побережье, однако он так и не стал частью Римской империи. Примерно в 80 г. н. э. Гней Юлий Агрикола планировал захватить остров, что он считал несложной задачей, однако его планы не нашли поддержки в Риме. Во времена римского владычества в Британии, ирландские кельты, вероятно, периодически досаждали римлянам пиратскими набегами. Только после упадка римской Британии христианские миссионеры, такие как святой Палладий и святой Патрик, старались ввести остров в сферу влияния уже Западной Римской империи.